# Anton Gemander
Anton Gemander (* 1822 in Plawniowitz, Kreis Tost (Schlesien); † 18. Mai 1889 in Bełk) war preußischer königlicher Amtmann und Generalbevollmächtigter des „Zinkkönigs“ und Wirtschaftsführers in Oberschlesien Karl Godulla (1781–1848), nach dessen Tod seiner Erbin Gräfin Johanna von Schaffgotsch (1842–1910) in Koppitz.

## Abstammung
Seine Eltern waren Mathias Gemander (1791–1876), Förster beim Rittergutsbesitzer Graf Ballestrem in Plawniowitz im Landkreis Tost-Gleiwitz, und Magdalene Christiane geb. Kubitz(a) (1795–1869) aus Rudnik bei Ratibor. Seine Schwester Anna Euphemia Gemander (1826–1908) heiratete 1854 in Plawniowitz den Kgl. Ökonomierat und Wirtschaftsdirektor Julius Heinrich Lüdke (1817–1892), der gemeinsam mit seinem Schwager Anton Gemander das Karl Godulla gehörende Gut Bujakow im Kreis Beuthen bewirtschaftete. Sein Bruder war der Verwaltungsjurist, zuletzt Landrat des Kreises Rybnik in Oberschlesien, Carl Gemander.

## Leben

### Generalbevollmächtigter von Karl Godulla
Gemander war in bescheidenen Verhältnissen aufgewachsen und war wie sein Vater beim Rittergutsbesitzer Graf Carl Franz von Ballestrem in Plawniowitz als Forstgehilfe beschäftigt. Dort lernte ihn Karl Godulla kennen, der als Sohn eines Jagdhüters aufgewachsen und bei dem Grafen zunächst in dessen Forstbetrieb ausgebildet worden war. 1807 wurde er zum Verwalter der Güter und Betriebe des Grafen ernannt und stieg 1818 zu dessen Bevollmächtigten auf. Godulla war ein reicher Mann geworden, der Kohlebergwerke und Zinkhütten sowie Rittergüter besaß. Ihm gehörten sechs Rittergüter: Bobrek, Orzegow, Schomberg, Ober-, Mittel- und Nieder-Bujakow, die er im Wesentlichen zu dem Zweck erworben hatte, um die darunter liegenden Bodenschätze zu fördern.
Da er Gemander während der gemeinsamen Tätigkeit beim Grafen als strebsamen Menschen und Freund kennen gelernt hatte, bildete er ihn in der Verwaltung der land- und forstwirtschaftlichen Betriebe aus und übertrug ihm schließlich die Leitung seiner Landgüter und die Bewirtschaftung der Forsten, während er selbst sich den Gruben und Hütten zuwandte.
Gemander war ein ausgezeichneter Forstmann und vorzüglicher Landwirt und erwarb sich große Verdienste um die Hebung der oberschlesischen Land- und Forstwirtschaft.
Godulla war nicht verheiratet und hatte keine Kinder. Seinen Haushalt führte Emilia Lukas, die ein aus einer Bergarbeiterfamilie stammendes Kind 1846 in den Haushalt aufgenommen hatte, nachdem sie zum Vormund bestellt wurde. Das Kind Johanna war am 29. April 1842 in Poremba im Landkreis Beuthen, als Tochter des Bergarbeiters Johann Gryzik und dessen Frau Antonia Hein geboren. Der Vater verstarb 1845. Die Mutter überließ das Kind sich selbst. Mit der Betreuung des Kindes durch seine Haushälterin war Godulla einverstanden, zog mit ihr in das von ihm gekaufte Schloss Schomberg. Er setzte sie bei seinem durch die Cholera verursachten Tod im Jahr 1848 als alleinige Erbin seines Besitzes ein. Johanna heiratete den Grafen und Montanindustriellen Hans Ulrich von Schaffgotsch.

### Rittergutsbesitzer
Als im Jahre 1848 Godulla starb, heiratete Gemander die Haushälterin Emilia Lukas, die Godulla großzügig in seinem Testament bedacht hatte.
Gemander erwarb aus Mitteln seiner Frau das Rittergut in Belk im Kreis Rybnik, jetzt ein Ort der Gemeinde Czerwionka-Leszczyny Verkäufer war Arthur Baildon, der Sohn des 1846 verstorbenen Industriellen John Baildon (1772–1846), der „Vater der modernen Stahlindustrie“.
Das Gut hatte 1873 eine Größe von 4807 Morgen (davon 2279 Acker, 219 Wiesen, 2267 Wald, 42 Wasser). Dazu gehörten eine Brennerei, ein Kupferhammer sowie Eisenerz- und Steinkohlegruben.
Das Rittergut blieb in seinem Besitz bis zu seinem Tod im Jahr 1889. Danach erbte das Gut seine Ehefrau Emilia. Diese vermachte es ihrem Neffen Alfons Lukas, in dessen Händen der Besitz bis 1922 blieb. Der als Ostoberschlesien bezeichnete Teil Oberschlesiens, zu dem auch Belk gehörte, wurde nach dem Ersten Weltkrieg kraft des Versailler Vertrags sowie nach einer Volksabstimmung und Aufständen am 20. Juni 1922 vom Deutschen Reich an Polen abgetreten. Alfons Lukas verkaufte das Gut an den Ingenieur Bronislaw von Jastrzębiec-Albinowskiemu. Dieser blieb der Eigentümer des Gutes bis zum Zweiten Weltkrieg. Danach ging es in den Besitz des polnischen Staates über. Das Schloss verfiel und wurde abgerissen. Nur noch Reste sind vorhanden.
Mit den Mitteln seiner Frau wurde Anton Gemander auch Eigentümer eines benachbarten Rittergutes in einer Größe von 1337 Morgen bei Czerwionka-Leszczyny, das er nach 1873 (bei dessen Verheiratung?) seinem Bruder Carl Gemander übertragen hat. Im Adressbuch von Beuthen wird 1880 wird Carl Gemander mit der Bezeichnung „Rittergutbesitzer“ als Kirchenvorstandsmitglied der Katholischen Pfarrkirche aufgeführt.

### Pächter von Rittergütern
Neben seinem eigenen Grundbesitz bewirtschaftete Gemander den umfangreichen land- und forstwirtschaftlichen Grundbesitz von Gomulla und nach dessen Tod den seiner Erbin Gräfin von Schaffgotsch.
Das Rittergut Bujakow hatte Gemander seit 1851 zusammen mit dem späteren kgl. Ökonomierat Julius Heinrich Lüdke (1817–1892) angepachtet. Dieser war Sohn des Domänenpächters der kgl. Domäne in Altlandsberg bei Berlin, Karl Friedrich Wilhelm Lüdke. Dessen ältester Sohn Gustav Germanus Lüdke wurde sein Nachfolger in Altlandsberg. Der jüngere Sohn war nach Schlesien etwa im Jahre 1842 ausgewandert und übernahm die Verwaltung des Gutes des Grafen Franz von Zawadzki in Ponischowitz bei Gleiwitz.
Nachdem seine Ehefrau Ottilie Heinze 1852 verstorben war, heiratete Lüdke 1854 Anna Euphemia Gemander, die Schwester seines Mitpächters Anton Gemander.
Das Gut hatte 1873 eine Größe von 3096 Morgen (davon 1409 Acker, 144 Wiesen, 1539 Wal, 4 Wasser). 1873 wird als „Bevollmächtigter“ der Gräfin von Schaffgotsch der „Direktor“ Lüdke angegeben. Daraus ergibt sich, dass das ursprüngliche Pachtverhältnis aufgehoben war.
Von der Gräfin von Schaffgotsch hatte Gemander das Rittergut Schomberg gepachtet. In dem Schloss lebte er. Das Gut hatte 1873 eine Größe von 1262 Morgen (davon 1150 Acker, 112 Wiesen). An industriellen Anlagen waren eine Brauerei und eine Brennerei vorhanden.

### Bau der Kapelle auf dem Hügel der Familie Lukas
Gemander ließ im Jahr 1860 auf einem Hügel in Belk, der jetzt „Lukasówhügel“ heißt, auf dem sich Überreste einer mittelalterlichen Festung befinden, die wahrscheinlich der Verteidigung diente und wo sich das ursprüngliche Zentrum des Dorfes befand, eine neugotische Kapelle errichten, die den Hügel krönt. Dies belegt das Datum, das an einem der Steine der Seitenwände des Gebäudes eingraviert ist. Die Kapelle, die zum Zweck der Familiengruft des Gründers gebaut wurde, ist nicht zerstört worden. Zurzeit ist die Krypta aber nicht zugänglich. Die Eheleute Gemander sind in der Gruft nicht beerdigt, sondern nur Familienmitglieder der Familie Lukas. Darunter ist die Tochter von Alfons Lukas, Eleonora Lukas, berühmt für ihre Schönheit, die angeblich jung gestorben ist, wahrscheinlich während der Grippe-Epidemie, die während des Ersten Weltkrieges stattfand. Nach der Legende soll sie bei der Geburt des Kindes gestorben und zusammen mit dem Kind beerdigt sein. Die neugotische Architektur des Gebäudes zeigt eine Vielzahl von charakteristischen Elementen des neunzehnten Jahrhunderts. Im Portal ist eine Rosette. Die Wandmalereien befinden sich in einem schlechten Zustand, sind aber noch erkennbar. Abbildungen vom derzeitigen Zustand befinden sich u. a. auf der Website des Verbandes für ländliche Entwicklung Belk, dem Portal des Schlesischen Tourismusinformationssystems slaskie.travel, dem FORUM MAGAZIN WISSEN UND LEBEN - ANDERE GESICHTER DER GESCHICHTE und Entdecker Forenübersicht.